# Liste der Monuments historiques in Saint-Maurice-sous-les-Côtes
Die Liste der Monuments historiques in Saint-Maurice-sous-les-Côtes führt die Monuments historiques in der französischen Gemeinde Saint-Maurice-sous-les-Côtes auf.

## Liste der Objekte
| Bezeichnung              | Beschreibung | Standort                        | Kennzeichnung | Schutzstatus | Datum | Bild |
| ------------------------ | --- | ------------------------------- | ------------- | ------------ | ----- | ---- |
| Zwei Reliquiare          | Holz, vergoldet, 18. Jahrhundert                                                                                    | in der Kirche St-Maurice (Lage) | PM55000523    | Classé       | 1971  |      |
| Hauptaltar               | Altartisch, Tabernakel und Expositionsnische; Marmor, Holz, vergoldet, 18. Jahrhundert; aus der Abtei von l’Étanche | in der Kirche St-Maurice (Lage) | PM55000522    | Classé       | 1971  |      |
| Relief Mariä Himmelfahrt | Holz, farbig gefasst, 18. Jahrhundert; möglicherweise aus der Abtei von l’Étanche                                   | in der Kirche St-Maurice (Lage) | PM55002281    | Inscrit      | 2001  |      |